# Bdeogale
Bdeogale là một chi động vật có vú trong họ Cầy mangut, bộ Ăn thịt. Chi này được Peters miêu tả năm 1850. Loài điển hình của chi này là Bdeogale crassicauda Peters, 1852; by subsequent designation by Thomas (1882) (Melville and Smith, 1987).

## Các loài
Chi này gồm các loài: